# مارتین موتومبا
مارتین موتومبا (سوئدی: Martin Mutumba؛ زادهٔ ۱۵ ژوئن ۱۹۸۵) یک بازیکن فوتبال اهل سوئد است.

## باشگاهی
از باشگاه‌هایی که در آن بازی کرده‌است می‌توان به ای‌آی‌کی و راه‌آهن اشاره کرد.

## تیم ملی
وی همچنین در تیم ملی فوتبال اوگاندا بازی کرده‌است.
در سال ۱۳۹۴ درحالی که موتومبا در باشگاه فوتبال راه‌آهن عضویت داشت، اعتراض تیم‌های پیکان و نفت مسجدسلیمان در رابطه با نحوهٔ انتقال وی به راه‌آهن موجب شد تا کمیتهٔ انضباطی فدراسیون فوتبال رای به سقوط راه‌آهن به لیگ آزادگان بدهد، این رای چند روز بعد توسط کمیته استیناف، ملغی شد.